# Katarina Galenić
Katarina Galenić (* 23. Mai 1997) ist eine kroatische Badmintonspielerin. 

## Karriere
Katarina Galenić wurde 2013 erstmals nationale Meisterin in Kroatien. 2011, 2012 und 2014 stand sie als Medaillengewinnerin mit auf dem Siegerpodest. Bei den Slovak International 2012 belegte sie Rang drei. 2012 siegte sie auch bei den Portuguese Juniors, 2018 bei der Slovenia Future Series.